# سرديان سباسويفيتش
سرديان سباسويفيتش (بالصربية: Srđan Spasojević) هو مخرج وكاتب سيناريو ومنتج أفلام صربي ولد سنة 1976 في بلغراد.

## أعماله
أشهر أعماله هو «فيلم صربي» الذي يتعبر أكثر فيلم إثارة للجدل في التاريخ.

## وصلات خارجية
- سرديان سباسويفيتش على موقع IMDb (الإنجليزية)
- سرديان سباسويفيتش على موقع ألو سيني (الفرنسية)
- سرديان سباسويفيتش على موقع أول موفي (الإنجليزية)
- سرديان سباسويفيتش على موقع قاعدة بيانات الأفلام السويدية (السويدية)
- سرديان سباسويفيتش على موقع قاعدة بيانات الفيلم (الإنجليزية)
- سرديان سباسويفيتش على موقع كينوبويسك (الروسية)

صفحته على IMDb